# Arvii
Les Arvii, ou Arviens sont un peuple gaulois, établi dans la province romaine de la Gaule lyonnaise plus précisément dans la troisième lyonnaise; ils sont  cités seulement par Ptolémée; leur existence et leur localisation sont l'objet d'un débat qui a animé les géographes et historiens du XIXe siècle; leur capital serait Vagoritum.
Danville les situe entre les Diablintes et les Cénomans, aujourd'hui dans le Maine (départements de la Sarthe et de la Mayenne) avec Vagoritum à Thorigné-en-Charnie et à Saulges,.
Cette hypothèse même si elle a été reprise, ne résiste pas aux critiques de l'époque et à l'archéologie.
Ce peuple est également revendiqué par les bretons, sa situation la plus probable est l'Orne avec Vagoritum à Argentan.[réf. nécessaire]

## Source
Marie-Nicolas Bouillet  et Alexis Chassang (dir.), « Arvii » dans Dictionnaire universel d’histoire et de géographie, 1878 (lire sur Wikisource)